# Умм-эр-Расас
Умм-эр-Расас (араб. أم الرّصاص‎) — археологический комплекс в Иордании, содержащий руины римской, византийской и ранней мусульманских цивилизаций. Внесён в список Всемирного наследия ЮНЕСКО в 2004 году.
Большая часть комплекса до сих пор не раскопана. На сегодняшний день раскопаны военный лагерь и несколько церквей, в том числе открытая в 1986 году и построенная, как считается, около 785 года церковь св. Стефана. Прекрасно сохранившийся мозаичный пол церкви, представляющий собой целое полотно видов городской жизни того времени, является крупнейшей мозаикой на территории Иордании.

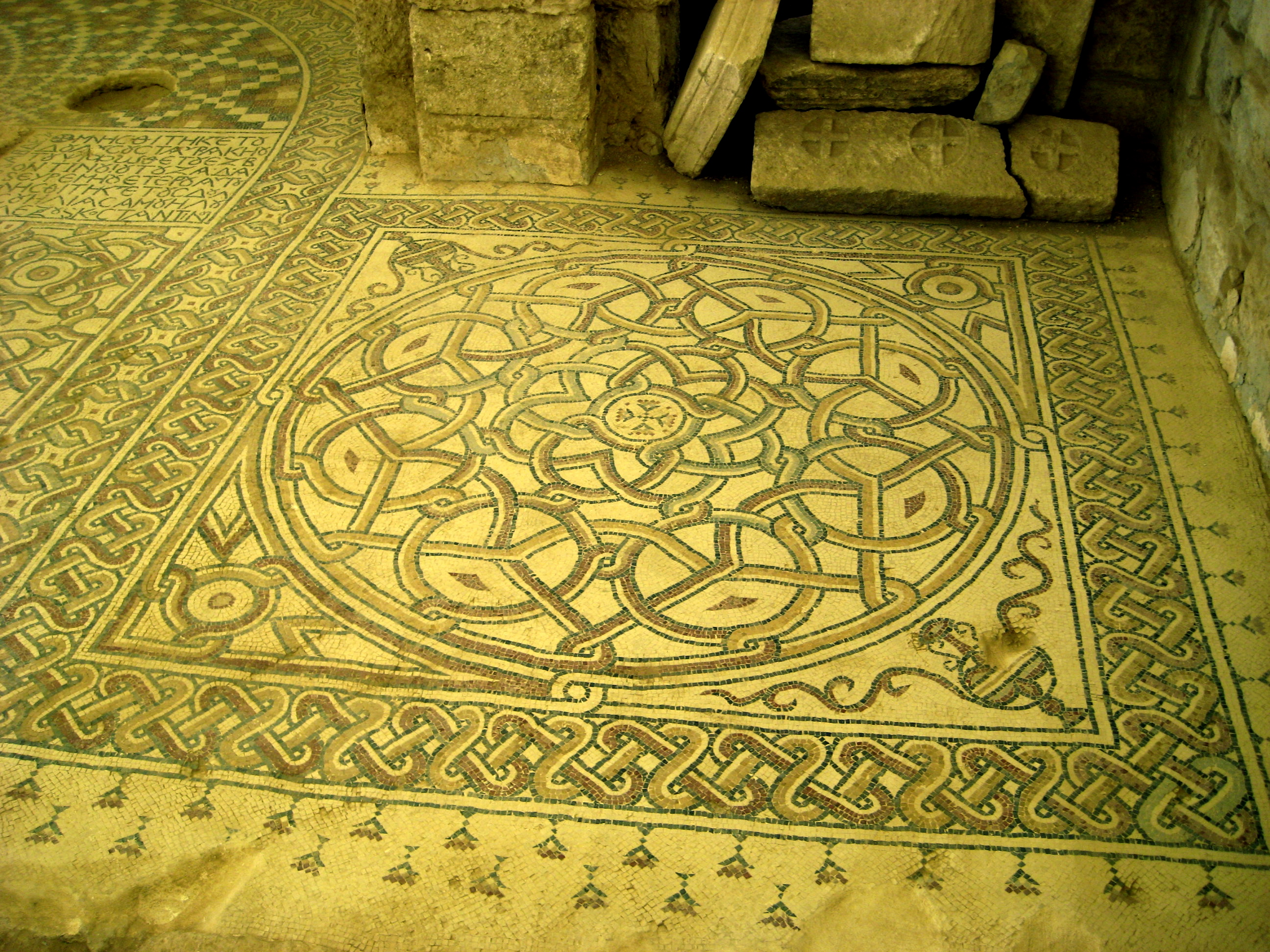
Элемент напольной мозаики
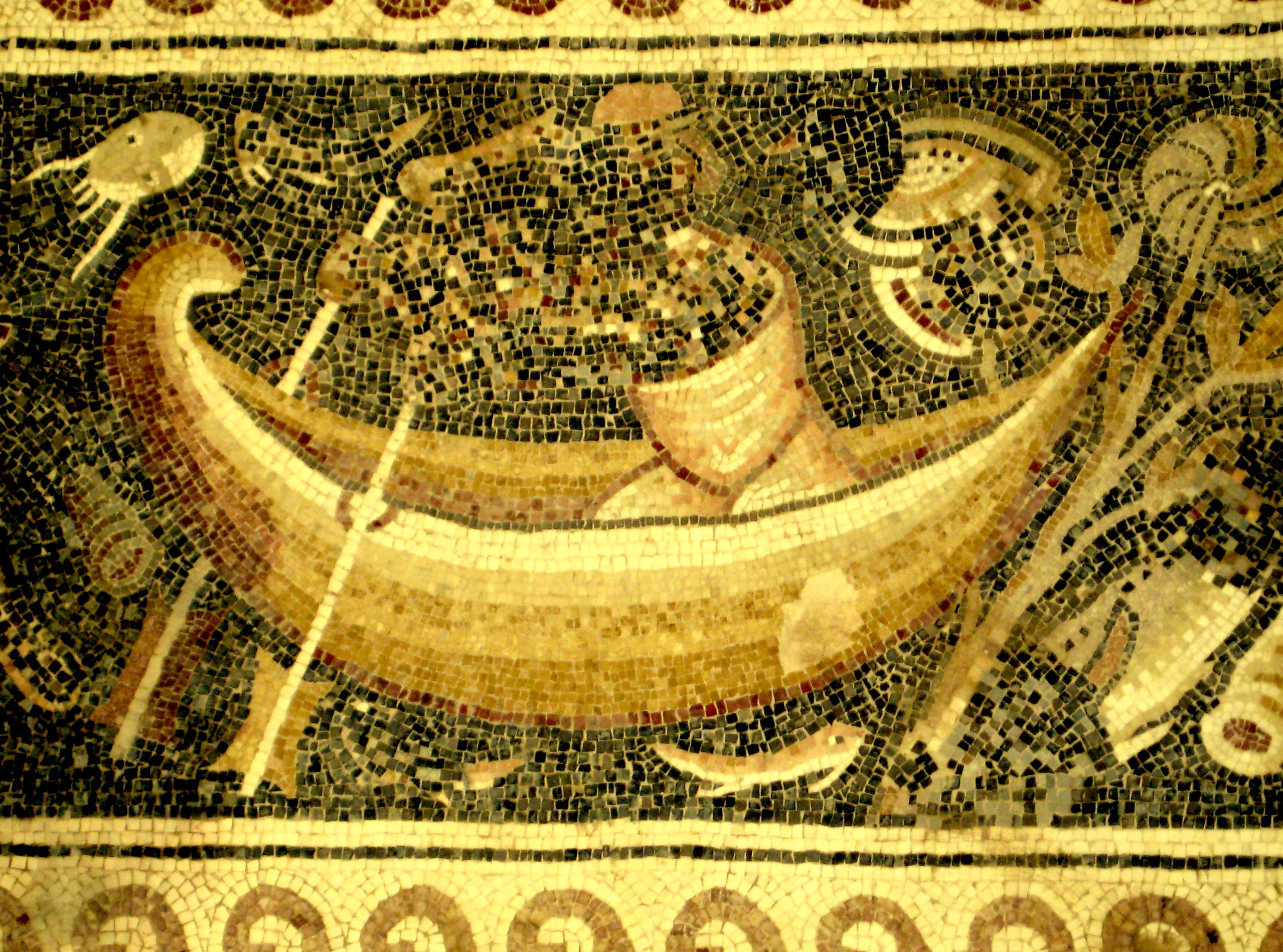
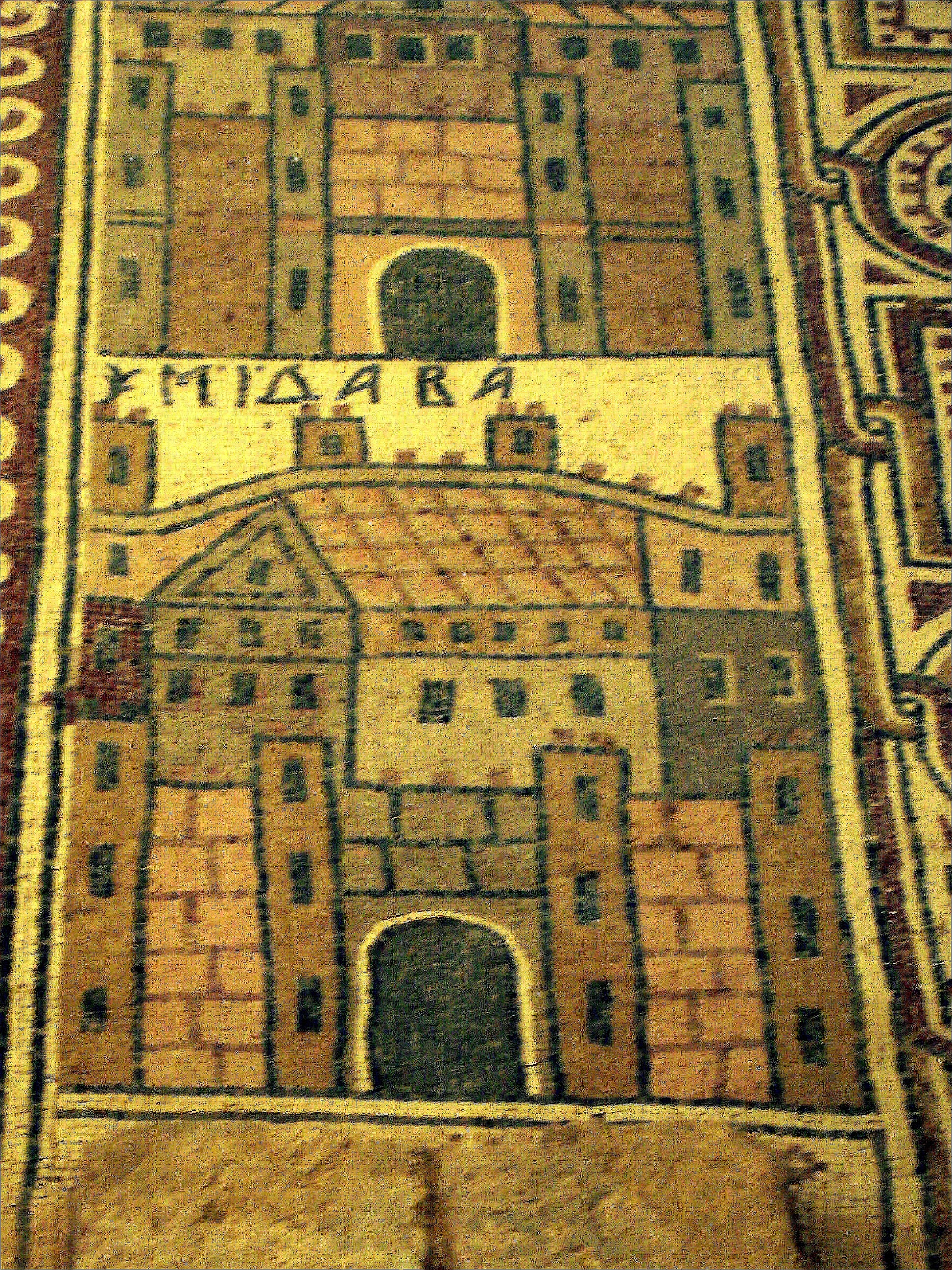